# Pallacanestro ai Giochi della XXIII Olimpiade - Torneo femminile
Il torneo femminile di pallacanestro ai Giochi della XXIII Olimpiade ebbe inizio il 30 luglio 1984 e si concluse il 7 agosto. Gli Stati Uniti vinsero la medaglia d'oro, l'argento andò alla Corea del Sud e il bronzo alla Cina.
La formula del torneo prevedeva un girone all'italiana, al termine del quale le prime 2 classificate disputavano la finale per il 1º e 2º posto; le squadre classificate al 3º e 4º posto disputavano la finale per la medaglia di bronzo.

## Torneo

### Girone Unico
| Team             | Pt | V - P | PF - PS   |
| ---------------- | -- | ----- | --------- |
| 1. Stati Uniti   | 10 | 5 - 0 | 431 - 265 |
| 2. Corea del Sud | 9  | 4 - 1 | 292 - 302 |
| 3. Canada        | 7  | 2 - 3 | 313 - 335 |
| 4. Cina          | 7  | 2 - 3 | 318 - 348 |
| 5. Australia     | 6  | 1 - 4 | 267 - 317 |
| 6. Jugoslavia    | 6  | 1 - 4 | 293 - 347 |

1ª giornata
| Los Angeles 30 luglio 1984, ore 9:00 | Jugoslavia | 55 – 83 (29-43) referto | Stati Uniti | The Forum |

| Los Angeles 30 luglio 1984, ore 14:30 | Australia | 64 – 67 (22-28) referto | Cina | The Forum |

| Los Angeles 30 luglio 1984, ore 20:00 | Corea del Sud | 67 – 62 (34-32) referto | Canada | The Forum |

2ª giornata
| Los Angeles 31 luglio 1984 | Australia | 47 – 81 (28-51) referto | Stati Uniti | The Forum |

| Los Angeles 31 luglio 1984, ore 14:30 | Jugoslavia | 52 – 55 (24-27) referto | Corea del Sud | The Forum |

| Los Angeles 31 luglio 1984, ore 20:00 | Cina | 61 – 66 (33-35) referto | Canada | The Forum |

3ª giornata
| Los Angeles 2 agosto 1984, ore 9:00 | Australia | 46 – 56 (18-30) referto | Canada | The Forum |

| Los Angeles 2 agosto 1984, ore 14:30 | Stati Uniti | 84 – 47 (40-20) referto | Corea del Sud | The Forum |

| Los Angeles 2 agosto 1984, ore 20:00 | Cina | 79 – 58 (34-28) referto | Jugoslavia | The Forum |

4ª giornata
| Los Angeles 3 agosto 1984, ore 9:00 | Australia | 48 – 54 (19-26) referto | Corea del Sud | The Forum |

| Los Angeles 3 agosto 1984, ore 14:30 | Canada | 68 – 69 (33-34) referto | Jugoslavia | The Forum |

| Los Angeles 3 agosto 1984, ore 20:00 | Cina | 55 – 91 (20:00) referto | Stati Uniti | The Forum |

5ª giornata
| Los Angeles 5 agosto 1984, ore 9:00 | Corea del Sud | 69 – 56 (34-25) referto | Cina | The Forum |

| Los Angeles 5 agosto 1984, ore 11:00 | Canada | 61 – 92 (31-41) referto | Stati Uniti | The Forum |

| Los Angeles 5 agosto 1984, ore 18:30 | Australia | 62 – 59 (25-31) referto | Jugoslavia | The Forum |

### Finali
3º-4º posto
| Los Angeles 7 agosto 1984, ore 17:00 | Canada | 57 – 63 (29-37) referto | Cina | The Forum |

1º-2º posto
| Los Angeles 7 agosto 1984, ore 19:00                                                                                             | Stati Uniti | 85 – 55 (42-27) referto | Corea del Sud | The Forum |
| \| \| \| \| \| Miller 16 \| Punti \| 20 Choe A. \| \| Miller 5 \| Assist \| 6 Lee H. \| \| Lawrence 12 \| Rimbalzi \| 7 Seong \| |             |                         |               |           |
| |             |                         |               |           |
| Miller 16 | Punti       | 20 Choe A.              |               |           |
| Miller 5 | Assist      | 6 Lee H.                |               |           |
| Lawrence 12 | Rimbalzi    | 7 Seong                 |               |           |

## Classifica finale
| Campione olimpico | Campione olimpico | Campione olimpico |
| --- | ----------------- | --- |
| Stati Uniti4 Edwards, 5 Henry, 6 Woodard, 7 Donovan, 8 Boswell, 9 Miller, 10 Lawrence, 11 Noble, 12 Mulkey, 13 Curry, 14 McGee, 15 Menken-Schaudt, All. Pat Summitt |                   | |
| Argento | Corea del Sud     | Corea del Sud4 Choe A., 5 Park Y., 6 Kim E., 7 Lee H., 8 Choe G., 9 Lee M., 10 Mun, 11 Kim H., 12 Jeong, 13 Kim Y., 14 Seong, 15 Park C., All. Sin Dong-pa                       |
| Bronzo | Cina              | Cina4 Chen, 5 Li, 6 Ba, 7 Song, 8 Qiu, 9 Wang, 10 Xiu, 11 Zheng, 12 Cong, 13 Zhang H., 14 Liu, 15 Zhang Y., All. Yang Boyong                                                     |
| 4. | Canada            | Canada4 Polson, 5 McAra, 6 Pendergast, 7 Huband, 8 Sealey, 9 Lang, 10 Smith, 11 Sweeney, 12 Clarkson, 13 Kordic, 14 Blackwell, 15 Thomas, All. Don McCrae                        |
| 5. | Australia         | Australia4 Maher, 5 Marshall, 6 Cheesman, 7 Cockrem, 8 Quinn, 9 Mickan, 10 Nykiel, 11 Foster, 12 Moffa, 13 Dalton, 14 Laidlaw, 15 Geh, All. Brendan Flynn                        |
| 6. | Jugoslavia        | Jugoslavia4 Ožegović, 5 Šuka, 6 Komnenović, 7 Počeković, 8 Vangelovska, 9 Pečikoza, 10 Golić, 11 Dornik, 12 Majstorović, 13 Perazić, 14 Dekleva, 15 Uzelac, All. Milan Vasojević |